# Parecag
Parecag (wł. Parezzago) – wieś w Słowenii, w gminie Piran. W 2018 roku liczyła 991 mieszkańców.